# Arnoldo Ellerman
Pour les articles homonymes, voir Ellerman.
Arnoldo Ellerman est un problémiste argentin né le 12 janvier 1893 à Buenos Aires et mort le 21 novembre 1969 dans la même ville. Il a obtenu le titre de juge international à sa création en 1956 et le titre de maître international pour la composition échiquéenne en 1959. 
Il est l'auteur de près de 5 000 problèmes d'échecs, principalement des mats en deux coups, créant à une certaine époque presque un nouveau problème chaque jour. Ellerman a remporté plus de 115 premiers prix dans des concours de composition. Il a été un des maîtres de l'école du Good Companion (années 1910 et 1920), puis du problème moderne.

## Publications
Ellerman a publié les livres suivants :
- (es) Arnoldo Ellerman, Cien problemas en los jugadas, Buenos Aires, 1913.
- (es) Arnoldo Ellerman, 1001 problemas, Buenos Aires, 1945.
- (es) Arnoldo Ellerman, Los Triunfos del problemista Argentino, Buenos Aires, 1956.